# Cryptoperla stilifera
Cryptoperla stilifera är en bäcksländeart som beskrevs av Ignac Sivec 1995. Cryptoperla stilifera ingår i släktet Cryptoperla och familjen Peltoperlidae. Inga underarter finns listade i Catalogue of Life.